# 郢城镇
郢城镇，是中华人民共和国湖北省荆州市荆州区下辖的一个乡镇级行政单位。1995年2月至1998年6月稱荆北街道，2019年6月凤凰街道被分出。

## 行政区划
郢城镇下辖以下地区：
桔颂社区、河套社区、茶庵寺社区、新生村、太晖村、荆安村、荆北村、五台村和郢南村。